# 姚立明
姚立明（1952年1月15日—），中華民國政治人物、學者，現任國會觀察文教基金會董事長。擁有輔仁大學法學士、比勒费尔德大学法學博士學位，曾任教於國立中山大學中山學術研究所、中國文化大學行政管理系。曾任新黨第三屆立法委員、百萬人民倒扁運動指揮部副總指揮、臺北市市長候選人柯文哲競選總部總幹事、中華民國總統候選人賴清德競選總部主任委員等職。

## 早年及個人生活
姚立明出生於臺北市北投區。先後就讀私立復興小學、私立大華中學，後考入國立師大附中、私立輔仁大學法律學士，最後在德國比勒费尔德大学取得法學博士學位。返國後，1986至1996年間在國立中山大學中山學術研究所任副教授，因擔任立法委員辭職，1999年卸任立委，隔年受聘任教於中國文化大學行政管理系副教授，2015年退休。
外祖父是燕京大學教授，其母親成長於北京。姚立明父親姚秉凡，來自湖南長沙，曾任職中華民國總統府第六組（總統府機要室資料組，中華民國國家安全局前身），在上海投資鐘錶二廠。
妻子楊芳玲亦為比勒费尔德大学法學博士，曾任國立中山大學企管系副教授、台北市政府法務局局長、中華民國監察委員（第5屆）等職。

## 政治生涯

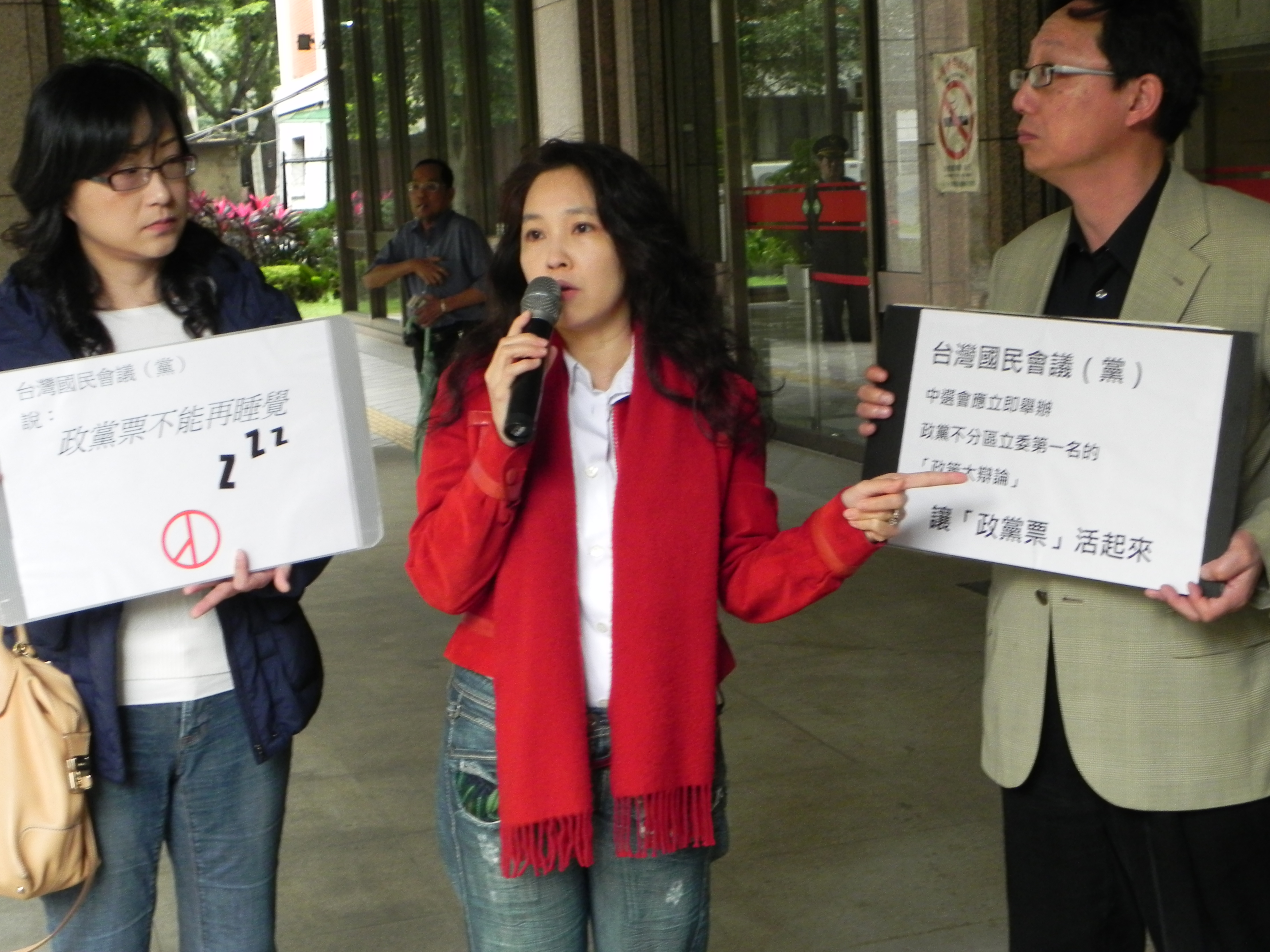
紅黨（台灣國民會議）主席陳嘉君與立委被提名人姚立明在中央選舉委員會外訴求「政黨票要辯論」

1994年朱高正與姚立明由新黨提名，搭檔參選臺灣省副省長。該選舉得36萬票，居第3位落選。
1995年在高雄縣代表新黨當選第3屆中華民國立法委員。
1997年間因與朱高正、黃國鐘等人不和，又被前兩者指控詐財而退出新黨。卸任立委後姚曾一度淡出政壇。
2006年加入百萬人民倒扁運動總部，並擔任副總指揮。
2007年成為紅黨不分區立委名單。
前立法委員李慶安因持有雙重國籍屬實而於2009年1月8日辭去職務，中選會依法辦理補選。時任紅黨秘書長的姚立明被新黨推薦投入補選，但以無黨籍身分登記。
2012年大選支持蔡英文，7月24日出任小英教育基金會董事。
2014年7月，加入臺北市市長參選人柯文哲的競選團隊擔任競選總部的總幹事。距離市長投票仍有半個多月的時候，大膽預測柯文哲將獲得80萬票的支持，柯回應姚喊過頭了只是信心喊話，姚則表示「是根據過去北市長選舉投票率和得票率分析，以七成投票率再綜合各家民調算出這一結果，『我是在做一個統計的說明』」。結果於2014年11月29日開票日當晚，柯文哲獲得近85萬票。選舉開票前，姚立明即表示不會入臺北市政府任職，而後夫人楊芳玲接任臺北市政府法務局局長；選後即推薦鄧家基出任柯文哲副手。
2023年11月，民主進步黨總統候選人賴清德公布競選總部組織架構，姚立明擔任主任委員。對於此安排，台灣民眾黨候選人柯文哲回應是「政治考量」，但也肯定其能力。
2024年8月30日，獲總統賴清德提名為司法院大法官並為司法院副院長，立法院於2024年12月24日以同意51票、不同意62票未過關，不同意成為大法官人選。

## 言論與爭議
- 2008年於關鍵時刻上指稱陳水扁在日本有3百億資產，被控告誹謗，後獲不起訴處分[15]。
- 2017年10月10日，姚立明在年代新聞台《新聞追追追》指出：2016年的周子瑜國旗事件幫了柯文哲（2014年當選台北市長）[16][17][18]，被指時間訊息錯亂。
- 2018年，一位中國文化大學學生上三立新聞台的政論節目《新台灣加油》談近期眾所矚目的文大大群館案，日前疑似在節目上回應不如製作單位預期，節目下標質疑女學生，引起熱議；節目進一步找來姚立明，與主持人廖筱君在節目上一起批評女學生說謊。影片片段公布在廖筱君的臉書粉絲團，網友留言幾乎一面倒，批評姚立明身為老師，「為選舉連學生也不放過，還配為人師表？」「昨天沒照你們劇本演，今天就批判學生，真是個好節目。」[19]隔天，文化大學校方已提出聲明稿，說明若學生要求提告，校方會盡力提供協助。隔日晚間，姚立明立即在相同節目上回應表示說此事為誤會，起因於另一同學的說法與該女學生有相異之處，才會造成這場事件。

- 2018年12月3日，姚立明上三立新聞台《新台灣加油》，談到未來民進黨是否有可能再出現「綠白合作」，姚立明回答要民進黨2020年直接讓出政權（意即蔡英文政府下台），「因為柯文哲不會加入民進黨，民進黨是垃圾。我再講一遍，民進黨是垃圾，垃圾不分藍綠。」廖筱君聽到姚立明說民進黨是垃圾，表情尷尬[20]。

## 軼事與其他
- 早年在競選省長期間，曾在臺北縣新莊市演講（1994年9月27日），當天遭到台灣之聲電台號召而來的群眾攻擊，三名男子將姚強行拉出車外，姚的頭部遭到類似手指虎的凶器攻擊，被緊急送至台大醫院急診室急救。
- 2019年5月3日，彭文正在《政經關不了》節目中爆料，三立電視封殺姚立明內幕[21][22][23][24][25]。

## 作品

### 電視主持
- 高點電視台《重磅新聞》（2015年3月23日至8月底每周一至周五22:00—24:00播出）：该节目主要討論台灣時事，節目通常為當天預錄播出，但當天如遇突發之重大事件，則以現場直播方式播出[26][27][28][29]。之後，節目因收視率不佳而停播[30]。

### 著作
| 年份   | 書名                                               | 作者   | 出版社 | ISBN               |
| 2016年 | 《也許我們沒有共同的過去，但一定可以有共同的未來》 | 姚立明 | 圓神   | ISBN 9789861335636 |

## 選舉紀錄
| 年度 | 選舉屆數           | 選舉區                                 | 所屬政黨                              | 得票數  | 得票率 | 當選標記 | 備註 |
| ---- | ------------------ | -------------------------------------- | ------------------------------------- | ------- | ------ | -------- | ---- |
| 1995 | 第三屆立法委員選舉 | 高雄縣選舉區                           | 新黨                                  | 42,490  | 7.81%  |          |      |
| 1998 | 第四屆立法委員選舉 | 高雄市第一選舉區                       | 無黨籍                                | 8,637   | 1.97%  |          |      |
| 2008 | 第七屆立法委員選舉 | 全國不分區及僑居國外國民立法委員選舉區 | 台灣人權聯盟                          | 77,870  | 0.80%  |          |      |
| 2009 | 第七屆立法委員補選 | 臺北市第六選舉區                       | 無黨籍 · （ 新黨、 台灣人權聯盟背書） | 9,868   | 10.48% |          |      |
| 2012 | 第八屆立法委員選舉 | 全國不分區及僑居國外國民立法委員選舉區 | 台灣人權聯盟                          | 118,632 | 0.90%  |          |      |

## 外部連結
- 姚立明的Facebook專頁